# Marquesado de Masnou

Escudo de Masnou, provincia de Barcelona.

El marquesado de Masnou es un título nobiliario español creado el 31 de octubre de 1922 por el rey Alfonso XIII a favor de Román Fabra y Puig, quién era hijo de Camilo Fabra y Fontanilla I marqués de Alella y de su esposa Dolores Puig. Su padre Camilo Fabra y Fontanills, I marqués de Alella, fue alcalde de Barcelona, diputado a Cortes por Barcelona, senador por Barcelona y senador vitalicio, y su abuelo Fernando Puig y Gibert fue senador por Barcelona, Gerona y después vitalicio, e impulsó la creación de la Escultura Los Defensores de Gerona situada en el centro de la plaza de la Independencia en Gerona con la siguiente inscripción: "A los defensores de Gerona en 1808 y 1809/ A la immortal Gerona de su hijo Fernando Puig y Gibert, 1894. Su hermano Fernando Fabra y Puig, II marqués de Alella, también fue alcalde de Barcelona, diputado a Cortes por Barcelona, senador por Barcelona y Gerona.  
Su denominación hace referencia a la localidad barcelonesa de el Masnou.

## Marqueses de Masnou
|                           | Titular                             | Periodo                   |
| Creación por Alfonso XIII | Creación por Alfonso XIII           | Creación por Alfonso XIII |
| ------------------------- | ----------------------------------- | ------------------------- |
| I                         | Román Fabra y Puig                  | 1922-1949                 |
| II                        | Camilo Fabra y de Monteys           | 1950-                     |
| III                       | María Jesús de Fabra y Sánchez-Solá | ? -2001                   |
| IV                        | Esperanza Macarena de Oriol y Fabra | 2002-actual titular       |

## Historia de los Marqueses de Masnou
- Román Fabra y Puig, I marqués de Masnou, Gentilhombre de cámara con ejercicio del Rey Alfonso XIII.

1. Casó con Marcelina de Monteys y Xuriquer. Le sucedió su hijo:

- Camilo Fabra y Monteys, II marqués de Masnou

1. Casó con Soledad Sánchez Solá.

- María Jesús de Fabra y Sánchez-Solá († en 2001), III marquesa de Masnou.

1. Casó con José Luis de Oriol e Ybarra, marqués de Casa Oriol. Le sucedió su hija:

- Esperanza Macarena de Oriol y Fabra, IV marquesa de Masnou.